# 愛知県道284号宮上知立線

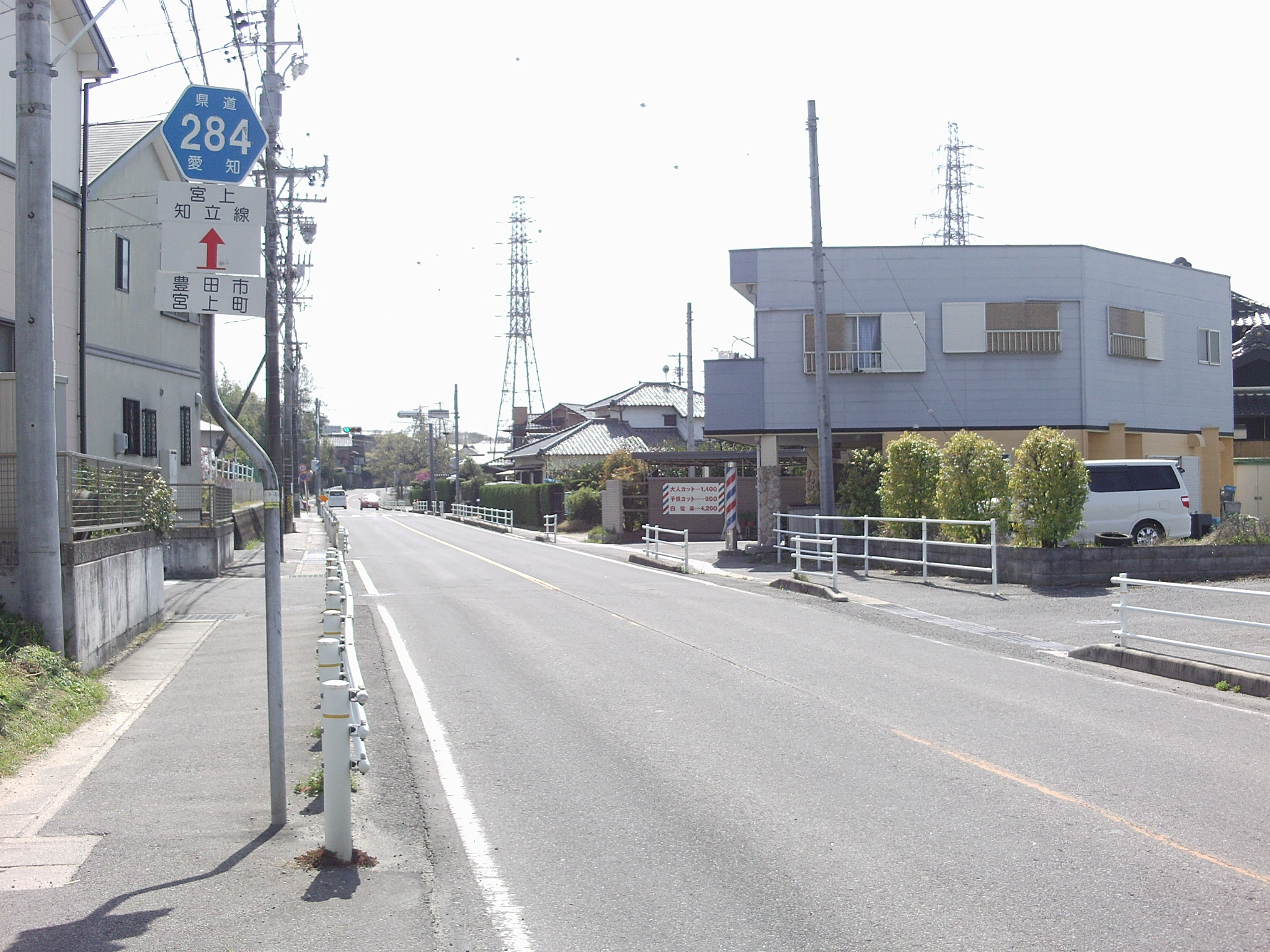
宮上町（起点）。挙母街道に接する。

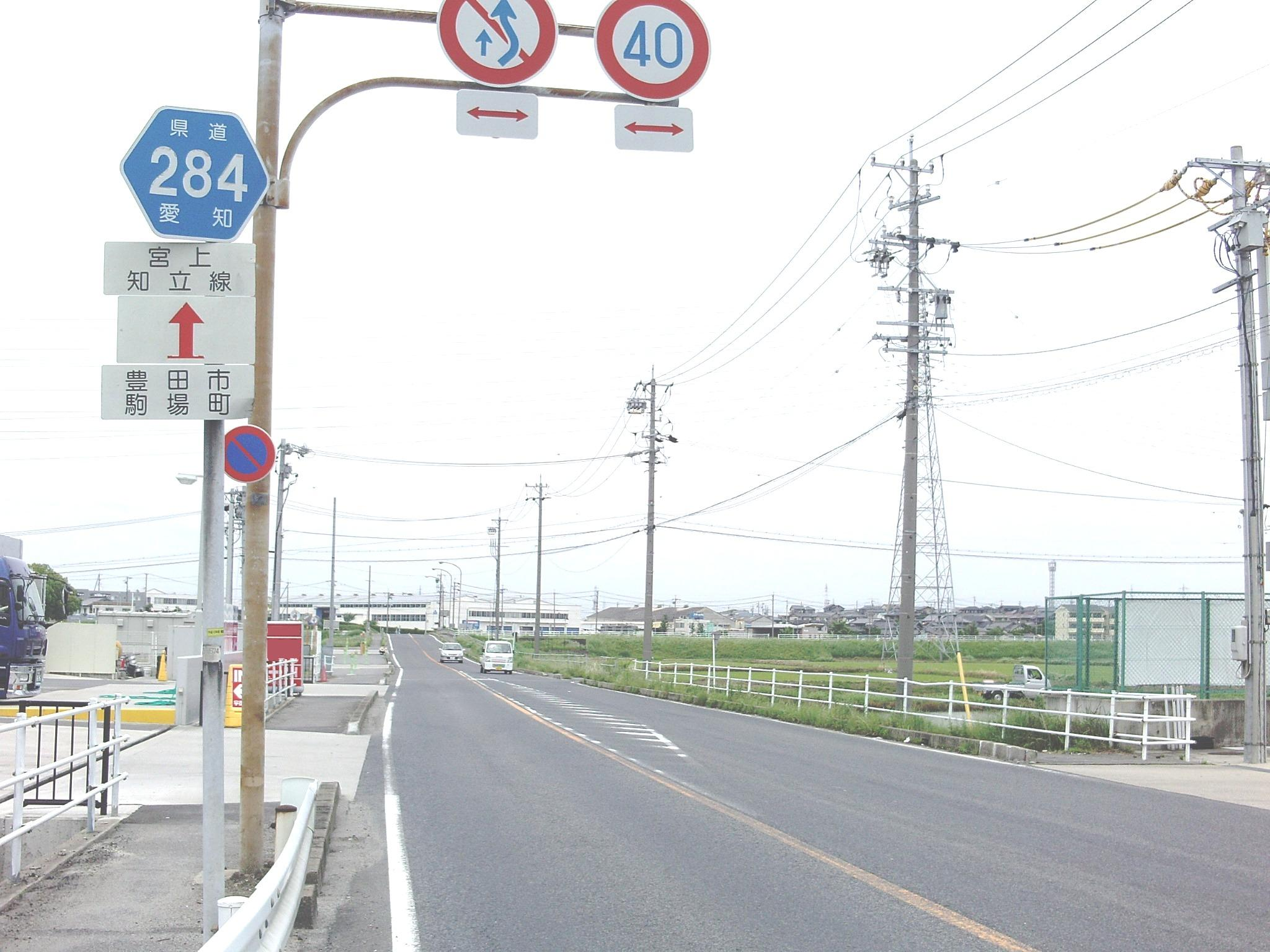
駒場町新生交差点付近。この交差点以南で国道155号と重複し、知立市に入る。駒場町の地名は馬市が立った東海道池鯉鮒宿の隣村が駒場であったことに由来する。

愛知県道284号宮上知立線（あいちけんどう284ごう みやがみちりゅうせん）は、愛知県豊田市から知立市に至る一般県道である。

## 概要

### 路線データ
- 起点 : 愛知県豊田市宮上町[1]（宮上町6丁目交差点 = 愛知県道520号豊田東郷線交点）
- 終点 : 愛知県知立市[1]西町（宮腰交差点 = 国道1号交点）

## 歴史

### 年表
- 1959年（昭和34年）12月15日 - 認定[1]
- 2022年（令和4年）12月18日 - バイパス区間の一部（豊田市中田町 - 刈谷市一里山町）が開通[2]。

## 地理

### 通過する自治体
- 愛知県
  - 豊田市
  - みよし市
  - 刈谷市
  - 知立市

### 主な接続路線
- 愛知県道520号豊田東郷線（挙母街道）（宮上町6丁目交差点）
- 国道153号（豊田西バイパス：本新町5丁目交差点）
- 愛知県道489号本地鴛鴨線（本地町7丁目交差点）
- 愛知県道232号鴛鴨みよし線（高岡街道）（上丘町大下交差点・上丘町大下西交差点間で重複）
- 愛知県道56号名古屋岡崎線（平針街道）（本田町金池交差点・堤本町本地交差点間で重複）
- 愛知県道239号岡崎豊明線（御乗替橋西交差点・西岡町長土井交差点間で重複）
- 愛知県道56号名古屋岡崎線（新道：中田町古屋敷交差点/中田町富士交差点(バイパス)）
- 愛知県道54号豊田知立線（一里塚町金山交差点(バイパス)）
- 国道155号（豊田南バイパス：駒場町新生交差点 - 宮腰交差点間で重複）
- 国道1号（宮腰交差点）

### 周辺
- 東名高速道路 豊田IC
- トヨタ自動車 三好工場、下山工場、堤工場、高岡工場
- トヨタ紡織 高岡工場（旧タカニチの本社）